# Team Exergy
Team Exergy (código UCI: XRG) fue un equipo ciclista profesional estadounidense de categoría Continental.
Fue creado en 2009 y está patrocinado por Exergy Development Group, una empresa dedicada a la producción de energía renovable como la eólica, solar, bioenergía, geotérmica e hidroeléctrica.
Compitió como equipo amateur en el año 2010 en diversas carreras de Estados Unidos como el Tour de Gila, Cascade Classic, Mount Hood Cycling Classic, el Criterium Boise Twilight, incluyendo el Redlands Classic, Tour de Utah y el Tour de Bulgaria.
Comprometido con el proyecto de patrocinar varios años al equipo, Exergy pasó al ciclismo profesional al obtener la licencia Continental para la temporada 2011, donde compitió principalmente en el calendario de Estados Unidos aunque también participó de carreras en Canadá, pero la empresa decidió retirar el patrocinio al equipo de ciclismo aduciendo que no estaban dispuestos a continuar con el financiamiento tras los escándalos de dopaje que sacudieron a este deporte a fines de 2012.

## Material ciclista
El equipo utilizó bicicletas Felt.

## Sede
La sede del equipo se encontraba en Boise, Idaho.

## Clasificaciones UCI
A partir de 2005 la UCI instauró los Circuitos Continentales UCI y en su primera participación en 2010-2011 estuvo en la clasificación del UCI America Tour Rankig logrando estas posiciones:
| Temporada | Clasificación por equipos | Mejor corredor | Posición |
| 2010-2011 | 24º                       | Fred Rodríguez | 109.º    |

## Palmarés

### Palmarés 2012

#### Circuitos Continentales UCI
| Fechas      | Circuito                   | Carreras                     | Ganador    |
| 14 de junio | UCI America Tour 2011-2012 | 3.ª etapa del Tour de Beauce | Matt Cooke |

## Plantilla

### Plantilla 2011
| Nombre               | Nacimiento | Nacionalidad   | Equipo 2010                       |
| Carlos Alzate        | 23/03/1983 | Colombia       | Toshiba-Santo Pro Cycling (2008)  |
| Kai Applequist       | 13/12/1982 | Estados Unidos | Neoprofesional                    |
| Benjamin Chaddock    | 09/04/1985 | Canadá         | Neoprofesional                    |
| Matt Cooke           | 08/05/1979 | Estados Unidos | Mountain Khakis-The Jittery Joe's |
| Andrés Díaz Corrales | 20/01/1984 | Colombia       | Colombia es Pasión Team (2007)    |
| Chris Hong           | 08/09/1988 | Estados Unidos | Neoprofesional                    |
| Sam Johnson          | 04/07/1983 | Estados Unidos | Neoprofesional                    |
| Quinn Keogh          | 03/10/1984 | Estados Unidos | Neoprofesional                    |
| Remi McManus         | 15/05/1975 | Estados Unidos | Kenda Pro Cycling (2009)          |
| Conor Mullervy       | 08/04/1988 | Estados Unidos | Neoprofesional                    |
| Kevin Mullervy       | 08/04/1988 | Estados Unidos | Neoprofesional                    |
| Fred Rodríguez       | 03/09/1973 | Estados Unidos | Rock Racing (2009)                |
| Sebastian Salas      | 02/10/1987 | Canadá         | Neoprofesional                    |
| Erik Slack           | 09/02/1988 | Estados Unidos | Neoprofesional                    |

1. 1 2 3  Desde el 1 de junio.
2. ↑  Desde el 6 de agosto.

### Plantilla 2012
| Nombre               | Nacimiento | Nacionalidad   | Equipo 2011                       |
| Andrés Alzate        | 30/12/1989 | Colombia       | Neoprofesional                    |
| Carlos Alzate        | 23/03/1983 | Colombia       | Team Exergy                       |
| Kai Applequist       | 13/12/1982 | Estados Unidos | Team Exergy                       |
| Benjamin Chaddock    | 09/04/1985 | Canadá         | Team Exergy                       |
| Matt Cooke           | 08/05/1979 | Estados Unidos | Team Exergy                       |
| Zachary Davies       | 17/02/1985 | Estados Unidos | V Australia                       |
| Andrés Díaz Corrales | 20/01/1984 | Colombia       | Team Exergy                       |
| Noé Gianetti         | 06/10/1989 | Suiza          | Geox-TMC                          |
| Sam Johnson          | 04/07/1983 | Estados Unidos | Team Exergy                       |
| Quinn Keogh          | 03/10/1984 | Estados Unidos | Team Exergy                       |
| Logan Loader         | 27/07/1989 | Estados Unidos | Team Mountain Khakis - Ep-No      |
| Conor Mullervy       | 08/04/1988 | Estados Unidos | Team Exergy                       |
| Kevin Mullervy       | 08/04/1988 | Estados Unidos | Team Exergy                       |
| Fred Rodríguez       | 03/09/1973 | Estados Unidos | Team Exergy                       |
| Morgan Schmitt       | 03/01/1985 | Estados Unidos | UnitedHealthcare Pro Cycling Team |
| Serghei Țvetcov      | 29/12/1988 | Moldavia       | Tusnad Cycling Team (2010)        |